# Trampolim do Forte
Trampolim do Forte é um filme brasileiro de 2013, do gênero drama, escrito e dirigido por João Rodrigues Mattos.

## Sinopse
Felizardo e Déo, dois pobres garotos que moram em Salavador, ganham a vida venedendo picolé nas ruas para ajudar na renda de casa. Eles batalham e sonham por uma vida melhor em meio as agitadas ruas de Salvador. Lá, eles encontram propostas para trabalhos ilegais, se apaixonam pela bela Tetéia e conhecem o perigoso Tadeu, conhecido como o "Rei das Criancinhas". Para fugir dessa realidade, o maior lazer dos meninos é pular do trampolim que fica no famoso ponto turístico da cidade.

## Elenco
- Lúcio Lima ... Déo[3]
- Adailson dos Santos ... Felizardo
- Marcélia Cartaxo ... Dona do Céu
- Luis Miranda ... Reverendo Magalhães
- Zéu Britto ... Fã Clube
- Jéssica Souza ... Tetéia
- Laís Rocha ... Flor da Pele
- Ewerton Machado ... Fuleirinho

## Produção
Para a escolha dos atores que inteprertariam os dois protagonistas juvenis, foram feitos testes com mais de 400 jovens garotos. As filmagens ocorreram inteiramente na cidade de Salvador, capital da Bahia.

## Lançamento
Participou de festivais de cinema brasileiro em vários países, como Portugal, Angola, Alemanha, Canadá e Israel. Participou do Los Angeles Brazilian Film Festival e entrou para seleção oficial do Festival do Rio, em 2010.

### Lançamento comercial
Apesar de ter entrado no circuito dos festivais em 2010, só foi lançado nas redes comerciais de cinema em novembro de 2013, em Salvador. Depois, foi lançado em São Paulo e no Rio de Janeiro em 2014.

## Recepção

### Crítica dos especialistas
Miguel Barbieri Jr., do site da revista VEJA São Paulo, escreveu: "Com uma câmera enérgica e histórias sendo rapidamente contadas, o drama baiano (primeiro longa-metragem de ficção de João Rodrigo Mattos) tem início bastante promissor. Mas não demora para a trama desandar, se afundar em clichês e, por trás de um suposto realismo social, surgirem belas cenas de cartão-postal. [...] O roteiro faz uma crítica aos pastores evangélicos, registra a prostituição precoce e divide os protagonistas entre honestos e trombadinhas. Há, claro, uma boa intenção nas denúncias, mas, se fosse menos tendenciosas, o resultado seria melhor. "

### Prêmios e indicações
| Ano  | Festival                                           | Categoria                      | Nomeações             | Resultado |       |
| ---- | -------------------------------------------------- | ------------------------------ | --------------------- | --------- | ----- |
| 2012 | Festival de Cinema Itinerante da Língua Portuguesa | Melhor Filme de Longa-metragem | João Rodrigues Mattos | Venceu    | [ 5 ] |
| 2012 | Prêmio Globo Filmes de Desenvolvimento de Roteiro  | Melhor Roteiro                 | João Rodrigues Mattos | Venceu    | [ 5 ] |
| 2012 | Festival de Cinema dos Sertões                     | Melhor Ator                    | Lúcio Lima            | Venceu    | [ 5 ] |
| 2012 | Festival de Cinema dos Sertões                     | Melhor Trilha Sonora           | Robertinho Barreto    | Venceu    | [ 5 ] |